# Sophia Dorothea van Hannover
Sophia Dorothea van Hannover (Hannover, 16 maart 1687 — Berlijn, 28 juni 1757) was koningin-gemalin van Pruisen van 1713 tot 1740. Zij had een grote belangstelling voor kunst en cultuur en steunde musici, filosofen en schilders. Ze was getrouwd met koning Frederik Willem van Pruisen en was de moeder van Frederik de Grote. 

## Biografie
Ze werd op 16 maart 1687 geboren als hertogin Sophia Dorothea van Brunswijk-Lüneburg. Haar vader George Lodewijk was op dat moment troonopvolger van het keurvorstendom Hannover. Het huwelijk van haar ouders werd in 1694 ontbonden; haar moeder, Sophia Dorothea van Celle, werd op verdenking van overspel tot haar dood in 1726 gevangengehouden in Slot Ahlden. Sophia Dorothea en haar oudere broer, George Augustus (1683-1760) werden daarom opgevoed door hun grootmoeder Sophia van de Palts. Toen haar grootvader in 1698 overleed werd haar vader keurvorst van Hannover en kreeg zij de titel prinses van Hannover.
Door bemiddeling van Sophia van de Palts werd er een huwelijk gearrangeerd tussen Sophia Dorothea en haar neef Frederik Willem, de kroonprins van Pruisen. Frederik Willem was een zoon van koning Frederik I van Pruisen en Sophie Charlotte van Hannover. Bij hun huwelijk op 28 november 1706 kreeg Sophia Dorothea de titel kroonprinses van Pruisen. Haar schoonvader stierf op 25 februari 1713; haar man werd de nieuwe koning in Pruisen en zij werd de nieuwe koningin-gemalin.
Een Britse wet (de Act of Settlement uit 1701) bepaalde dat als koningin Anna van Groot-Brittannië kinderloos zou sterven alleen Sophia van de Palts, een kleindochter van Jacobus I van Engeland en Schotland, en haar nakomelingen in aanmerking kwamen voor de Britse troon. Bij het overlijden van koningin Anna in 1714 besteeg Sophia Dorothea's vader de Britse troon als George I, en werd zijzelf naast koningin van Pruisen en prinses van Hannover ook prinses van Groot-Brittannië.

## Koningin van Pruisen
Sophia Dorothea was een goed opgeleide en belezen vrouw, met belangstelling voor kunst en literatuur en een voorliefde voor de goede dingen van het leven. Dit in tegenstelling tot haar streng-autoritaire man. Frederik Willem I van Pruisen staat bekend als de soldatenkoning en legde aan zijn gezin en hofhouding met strakke hand een sobere levensstijl op. Hij had echter vertrouwen in Sophia Dorothea's oordeel en verordonneerde dat tijdens zijn afwezigheid de koningin hem in de regering verving en dat de ministers haar bij belangrijke zaken om raad moesten vragen.
De koning schonk zijn vrouw het Slot Monbijou in Berlijn, dat zij naar haar eigen smaak inrichtte. Hier ontving ze in een weelderige omgeving gasten, waaronder schrijvers, filosofen en kunstenaars. Zij was een bewonderaar van de schilder Antoine Pesne en zij engageerde de componist en fluitist Johann Joachim Quantz als hofmuzikant en muziekleraar. In Monbijou legde ze ook een bibliotheek aan, waar ze erg trots op was. 
Haar zoon Frederik, de latere Frederik de Grote, deelde de culturele belangstelling van zijn moeder wat hem voortdurend in conflict bracht met zijn militaristische vader. Sophia Dorothea had een hechte band met haar zoon en was op de hoogte van zijn (uiteindelijk mislukte) plannen om Pruisen en zijn vader te ontvluchten.
Sophia Dorothea had de ambitie om de banden met het Britse vorstenhuis te verstevigen door huwelijken te arrangeren tussen haar oudste zoon Frederik en oudste dochter Wilhelmine, en de dochter en zoon van haar broer die inmiddels koning George II van Groot-Brittannië was geworden. Haar man gaf echter de voorkeur aan huwelijkskandidaten uit Duitse vorstenhuizen.
Toen koning Frederik Willem I op 31 mei 1740 stierf volgde zijn zoon hem op als Frederik II. Hij gaf Sophia de titel koningin-moeder in plaats van het meer gebruikelijke koningin-weduwe. Ook bleef zij de hoogste dame aan het hof, vóór haar schoondochter de nieuwe koningin-gemalin. Sophia Dorothea stierf op 28 juni 1757 in Berlijn. Zij is bijgezet in de Dom van Berlijn.

## Nakomelingen
Uit het huwelijk van Sophia Dorothea en Frederik Willem I werden de volgende kinderen geboren:
- Frederik Lodewijk (1707-1708)

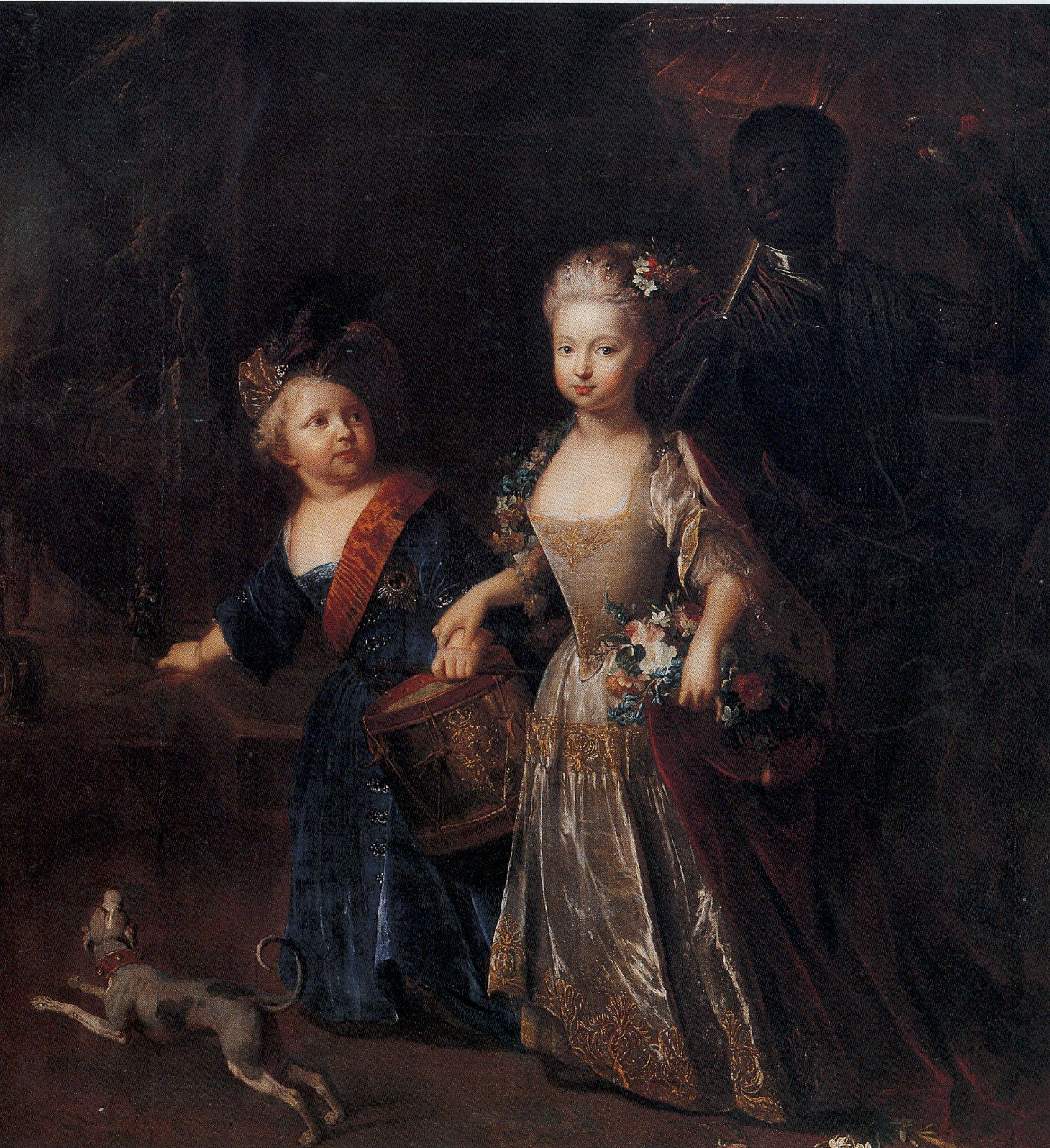
Sophia Dorothea's oudste kinderen, de latere Frederik de Grote en zijn zuster Wilhelmine, geschilderd door de door haar bewonderde Antoine Pesne

- Frederika Sophia Wilhelmina (1709-1758), gehuwd met markgraaf Frederik van Brandenburg-Bayreuth (1711-1763) en de lievelingszuster van Frederik II
- Frederik Willem (1710-1711)
- Frederik (1712-1786), getrouwd met Elisabeth Christine van Brunswijk-Wolfenbüttel, dochter van hertog Ferdinand Albrecht II van Brunswijk-Wolfenbüttel
- Charlotte (1713-1714)
- Frederike Louise (1714-1784), gehuwd met markgraaf Karel Willem Frederik van Brandenburg-Ansbach (1712-1757)
- Philippina Charlotte (1716-1801), gehuwd met hertog Karel I van Brunswijk (1713-1780)
- Lodewijk Karel (1717-1719)
- Sophia Dorothea (1719-1765), gehuwd met markgraaf Frederik Willem van Brandenburg-Schwedt (1700-1771)
- Louisa Ulrika (1720-1782), gehuwd met koning Adolf Frederik van Zweden (1710-1771)
- August Willem (1722-1758), gehuwd met Amalia van Brunswijk-Wolfenbüttel (1722-1780), dochter van hertog Ferdinand Albrecht II van Brunswijk-Bevern
- Anna Amalia (1723-1787), abdis van Quedlinburg
- Frederik Hendrik (1726-1802), gehuwd met Wilhelmina van Hessen-Kassel (1726-1808), dochter van landgraaf Maximiliaan van Hessen-Kassel
- August Ferdinand (1730-1813), gehuwd met prinses Anna (1738-1820), dochter van Frederik Willem van Brandenburg-Schwedt

Sophia Dorothea is een stammoeder van de koningen van Nederland. Haar kleindochter Wilhemina van Pruisen (1751-1820), dochter van August Willem, trouwde met stadhouder Willem V van Oranje-Nassau. Hun zoon koning Willem I trouwde met zijn volle nicht, die ook Wilhelmina van Pruisen (1774-1837) heette. Zij was een achterkleindochter van Sophia Dorothea.
Via haar achter-achterkleindochter Louise van Oranje-Nassau (1828-1871), koningin-gemalin van Zweden, en haar nakomeling Astrid van Zweden (1905-1935), de echtgenote van koning Leopold III,  is ze ook een voorouder van de koningen van België.

## Kwartierstaat (voorouders)
| Frederik V van de Palts (1596-1632) | Frederik V van de Palts (1596-1632) | Frederik V van de Palts (1596-1632) | Frederik V van de Palts (1596-1632) | Frederik V van de Palts (1596-1632) | Frederik V van de Palts (1596-1632) |                                 |                                 | Elizabeth Stuart (1596-1662)    | Elizabeth Stuart (1596-1662)    | Elizabeth Stuart (1596-1662)              | Elizabeth Stuart (1596-1662)              | Elizabeth Stuart (1596-1662)              | Elizabeth Stuart (1596-1662)              |                                            |                                            | George van Brunswijk-Calenberg (1582-1641)      | George van Brunswijk-Calenberg (1582-1641)      | George van Brunswijk-Calenberg (1582-1641)      | George van Brunswijk-Calenberg (1582-1641)      | George van Brunswijk-Calenberg (1582-1641)      | George van Brunswijk-Calenberg (1582-1641)      |  |  | Anna Eleonora van Hessen-Darmstadt (1601-1659)   | Anna Eleonora van Hessen-Darmstadt (1601-1659)   | Anna Eleonora van Hessen-Darmstadt (1601-1659)   | Anna Eleonora van Hessen-Darmstadt (1601-1659)   | Anna Eleonora van Hessen-Darmstadt (1601-1659)   | Anna Eleonora van Hessen-Darmstadt (1601-1659)   |                                          |                                          | Alexandre d'Esmier d'Olbreuse (1608–1660) | Alexandre d'Esmier d'Olbreuse (1608–1660) | Alexandre d'Esmier d'Olbreuse (1608–1660) | Alexandre d'Esmier d'Olbreuse (1608–1660) | Alexandre d'Esmier d'Olbreuse (1608–1660) | Alexandre d'Esmier d'Olbreuse (1608–1660) |                                   |                                   | Jacquette Poussard du Bas-Vandré et du Saint-Marc (1610–1648) | Jacquette Poussard du Bas-Vandré et du Saint-Marc (1610–1648) | Jacquette Poussard du Bas-Vandré et du Saint-Marc (1610–1648) | Jacquette Poussard du Bas-Vandré et du Saint-Marc (1610–1648) | Jacquette Poussard du Bas-Vandré et du Saint-Marc (1610–1648) | Jacquette Poussard du Bas-Vandré et du Saint-Marc (1610–1648) |
| Frederik V van de Palts (1596-1632) | Frederik V van de Palts (1596-1632) | Frederik V van de Palts (1596-1632) | Frederik V van de Palts (1596-1632) | Frederik V van de Palts (1596-1632) | Frederik V van de Palts (1596-1632) |                                 |                                 | Elizabeth Stuart (1596-1662)    | Elizabeth Stuart (1596-1662)    | Elizabeth Stuart (1596-1662)              | Elizabeth Stuart (1596-1662)              | Elizabeth Stuart (1596-1662)              | Elizabeth Stuart (1596-1662)              |                                            |                                            | George van Brunswijk-Calenberg (1582-1641)      | George van Brunswijk-Calenberg (1582-1641)      | George van Brunswijk-Calenberg (1582-1641)      | George van Brunswijk-Calenberg (1582-1641)      | George van Brunswijk-Calenberg (1582-1641)      | George van Brunswijk-Calenberg (1582-1641)      |  |  | Anna Eleonora van Hessen-Darmstadt (1601-1659)   | Anna Eleonora van Hessen-Darmstadt (1601-1659)   | Anna Eleonora van Hessen-Darmstadt (1601-1659)   | Anna Eleonora van Hessen-Darmstadt (1601-1659)   | Anna Eleonora van Hessen-Darmstadt (1601-1659)   | Anna Eleonora van Hessen-Darmstadt (1601-1659)   |                                          |                                          | Alexandre d'Esmier d'Olbreuse (1608–1660) | Alexandre d'Esmier d'Olbreuse (1608–1660) | Alexandre d'Esmier d'Olbreuse (1608–1660) | Alexandre d'Esmier d'Olbreuse (1608–1660) | Alexandre d'Esmier d'Olbreuse (1608–1660) | Alexandre d'Esmier d'Olbreuse (1608–1660) |                                   |                                   | Jacquette Poussard du Bas-Vandré et du Saint-Marc (1610–1648) | Jacquette Poussard du Bas-Vandré et du Saint-Marc (1610–1648) | Jacquette Poussard du Bas-Vandré et du Saint-Marc (1610–1648) | Jacquette Poussard du Bas-Vandré et du Saint-Marc (1610–1648) | Jacquette Poussard du Bas-Vandré et du Saint-Marc (1610–1648) | Jacquette Poussard du Bas-Vandré et du Saint-Marc (1610–1648) |
|                                     |                                     |                                     |                                     |                                     |                                     |                                 |                                 |                                 |                                 |                                           |                                           |                                           |                                           |                                            |                                            |                                                 |                                                 |                                                 |                                                 |                                                 |                                                 |  |  |                                                  |                                                  |                                                  |                                                  |                                                  |                                                  |                                          |                                          |                                           |                                           |                                           |                                           |                                           |                                           |                                   |                                   |                                                               |                                                               |                                                               |                                                               |                                                               |                                                               |
|                                     |                                     |                                     |                                     |                                     |                                     |                                 |                                 |                                 |                                 |                                           |                                           |                                           |                                           |                                            |                                            |                                                 |                                                 |                                                 |                                                 |                                                 |                                                 |  |  |                                                  |                                                  |                                                  |                                                  |                                                  |                                                  |                                          |                                          |                                           |                                           |                                           |                                           |                                           |                                           |                                   |                                   |                                                               |                                                               |                                                               |                                                               |                                                               |                                                               |
|                                     |                                     |                                     |                                     | Sophia van de Palts (1630-1714)     | Sophia van de Palts (1630-1714)     | Sophia van de Palts (1630-1714) | Sophia van de Palts (1630-1714) | Sophia van de Palts (1630-1714) | Sophia van de Palts (1630-1714) |                                           |                                           |                                           |                                           |                                            |                                            | Ernst August van Brunswijk-Lüneburg (1629-1698) | Ernst August van Brunswijk-Lüneburg (1629-1698) | Ernst August van Brunswijk-Lüneburg (1629-1698) | Ernst August van Brunswijk-Lüneburg (1629-1698) | Ernst August van Brunswijk-Lüneburg (1629-1698) | Ernst August van Brunswijk-Lüneburg (1629-1698) |  |  | George Willem van Brunswijk-Lüneburg (1624-1705) | George Willem van Brunswijk-Lüneburg (1624-1705) | George Willem van Brunswijk-Lüneburg (1624-1705) | George Willem van Brunswijk-Lüneburg (1624-1705) | George Willem van Brunswijk-Lüneburg (1624-1705) | George Willem van Brunswijk-Lüneburg (1624-1705) |                                          |                                          |                                           |                                           |                                           |                                           | Eleonora van Olbreuze (1639-1722)         | Eleonora van Olbreuze (1639-1722)         | Eleonora van Olbreuze (1639-1722) | Eleonora van Olbreuze (1639-1722) | Eleonora van Olbreuze (1639-1722)                             | Eleonora van Olbreuze (1639-1722)                             |                                                               |                                                               |                                                               |                                                               |
|                                     |                                     |                                     |                                     | Sophia van de Palts (1630-1714)     | Sophia van de Palts (1630-1714)     | Sophia van de Palts (1630-1714) | Sophia van de Palts (1630-1714) | Sophia van de Palts (1630-1714) | Sophia van de Palts (1630-1714) |                                           |                                           |                                           |                                           |                                            |                                            | Ernst August van Brunswijk-Lüneburg (1629-1698) | Ernst August van Brunswijk-Lüneburg (1629-1698) | Ernst August van Brunswijk-Lüneburg (1629-1698) | Ernst August van Brunswijk-Lüneburg (1629-1698) | Ernst August van Brunswijk-Lüneburg (1629-1698) | Ernst August van Brunswijk-Lüneburg (1629-1698) |  |  | George Willem van Brunswijk-Lüneburg (1624-1705) | George Willem van Brunswijk-Lüneburg (1624-1705) | George Willem van Brunswijk-Lüneburg (1624-1705) | George Willem van Brunswijk-Lüneburg (1624-1705) | George Willem van Brunswijk-Lüneburg (1624-1705) | George Willem van Brunswijk-Lüneburg (1624-1705) |                                          |                                          |                                           |                                           |                                           |                                           | Eleonora van Olbreuze (1639-1722)         | Eleonora van Olbreuze (1639-1722)         | Eleonora van Olbreuze (1639-1722) | Eleonora van Olbreuze (1639-1722) | Eleonora van Olbreuze (1639-1722)                             | Eleonora van Olbreuze (1639-1722)                             |                                                               |                                                               |                                                               |                                                               |
|                                     |                                     |                                     |                                     |                                     |                                     |                                 |                                 |                                 |                                 | George I van Groot-Brittannië (1660-1727) | George I van Groot-Brittannië (1660-1727) | George I van Groot-Brittannië (1660-1727) | George I van Groot-Brittannië (1660-1727) | George I van Groot-Brittannië (1660-1727)  | George I van Groot-Brittannië (1660-1727)  |                                                 |                                                 |                                                 |                                                 |                                                 |                                                 |  |  |                                                  |                                                  |                                                  |                                                  |                                                  |                                                  | Sophia Dorothea van Celle (1666–1727)    | Sophia Dorothea van Celle (1666–1727)    | Sophia Dorothea van Celle (1666–1727)     | Sophia Dorothea van Celle (1666–1727)     | Sophia Dorothea van Celle (1666–1727)     | Sophia Dorothea van Celle (1666–1727)     |                                           |                                           |                                   |                                   |                                                               |                                                               |                                                               |                                                               |                                                               |                                                               |
|                                     |                                     |                                     |                                     |                                     |                                     |                                 |                                 |                                 |                                 | George I van Groot-Brittannië (1660-1727) | George I van Groot-Brittannië (1660-1727) | George I van Groot-Brittannië (1660-1727) | George I van Groot-Brittannië (1660-1727) | George I van Groot-Brittannië (1660-1727)  | George I van Groot-Brittannië (1660-1727)  |                                                 |                                                 |                                                 |                                                 |                                                 |                                                 |  |  |                                                  |                                                  |                                                  |                                                  |                                                  |                                                  | Sophia Dorothea van Celle (1666–1727)    | Sophia Dorothea van Celle (1666–1727)    | Sophia Dorothea van Celle (1666–1727)     | Sophia Dorothea van Celle (1666–1727)     | Sophia Dorothea van Celle (1666–1727)     | Sophia Dorothea van Celle (1666–1727)     |                                           |                                           |                                   |                                   |                                                               |                                                               |                                                               |                                                               |                                                               |                                                               |
|                                     |                                     |                                     |                                     |                                     |                                     |                                 |                                 |                                 |                                 |                                           |                                           |                                           |                                           |                                            |                                            |                                                 |                                                 |                                                 |                                                 |                                                 |                                                 |  |  |                                                  |                                                  |                                                  |                                                  |                                                  |                                                  |                                          |                                          |                                           |                                           |                                           |                                           |                                           |                                           |                                   |                                   |                                                               |                                                               |                                                               |                                                               |                                                               |                                                               |
|                                     |                                     |                                     |                                     |                                     |                                     |                                 |                                 |                                 |                                 |                                           |                                           |                                           |                                           |                                            |                                            |                                                 |                                                 |                                                 |                                                 |                                                 |                                                 |  |  |                                                  |                                                  |                                                  |                                                  |                                                  |                                                  |                                          |                                          |                                           |                                           |                                           |                                           |                                           |                                           |                                   |                                   |                                                               |                                                               |                                                               |                                                               |                                                               |                                                               |
|                                     |                                     |                                     |                                     |                                     |                                     |                                 |                                 |                                 |                                 |                                           |                                           |                                           |                                           | George II van Groot-Brittannië (1683-1760) | George II van Groot-Brittannië (1683-1760) | George II van Groot-Brittannië (1683-1760)      | George II van Groot-Brittannië (1683-1760)      | George II van Groot-Brittannië (1683-1760)      | George II van Groot-Brittannië (1683-1760)      |                                                 |                                                 |  |  |                                                  |                                                  | Sophia Dorothea van Hannover (1687-1757)         | Sophia Dorothea van Hannover (1687-1757)         | Sophia Dorothea van Hannover (1687-1757)         | Sophia Dorothea van Hannover (1687-1757)         | Sophia Dorothea van Hannover (1687-1757) | Sophia Dorothea van Hannover (1687-1757) |                                           |                                           |                                           |                                           |                                           |                                           |                                   |                                   |                                                               |                                                               |                                                               |                                                               |                                                               |                                                               |

- Bibliothèque nationale de France: cb16945114j (data)
- Gemeinsame Normdatei: 118798022
- International Standard Name Identifier: 0000 0000 4591 3808
- Library of Congress Control Number: nr87001028
- Nationale Bibliotheek van Polen: a0000003693618
- Nederlandse Thesaurus van Auteursnamen: 071998799
- Système universitaire de documentation: 132168944
- Virtual International Authority File: 25398775
- WorldCat: E39PBJB48tp9wKrH7t6xyQbPQq